# ホワッツ・ニュー (リンダ・ロンシュタットのアルバム)
『ホワッツ・ニュー』(What's New) は、アメリカ合衆国のシンガーソングライターでプロデューサーであるリンダ・ロンシュタットが、トラディショナル・ポップの楽曲を集めた1983年のアルバム。バンドリーダーで編曲家のネルソン・リドルと組んで1980年代に制作したトリロジー（三部作）の1作目。三部作のアルバム・カバーはいずれもジョン・コッシュが担当した。

## 制作
このアルバムは、当時代表的なロック系の女性ボーカリストと見なされていたロンシュタットにとって、大きな方向転換となった。レコード会社も、マネージャーだったピーター・アッシャーも、このアルバムの制作に乗り気ではなかったが、最後にはロンシュタットが自分の意思を貫き、このアルバムは、スウィング・ジャズ以前の時代やスウィング・ジャズ時代のサウンドを、全く新しい世代に露出することになった。一世を風靡した、フランク・シナトラ、エラ・フィッツジェラルド、トニー・ベネット、ローズマリー・クルーニー、ペギー・リーなどの時代の歌手たちは、1960年代から1970年代にはラスベガスのクラブに出演いていたり、エレベーター・ミュージックになっていた。後にロンシュタットは、彼女が「芸術表現の小さな宝石たち (little jewels of artistic expression)」と呼ぶ楽曲たちを「エレベータの中で昇降しながら余生を過ごす状態から (spending the rest of their lives riding up and down on the elevators)」救出するのに一役買ったのだと述べた。このアルバムからの2枚目のシングル「クラッシュ・オン・ユー (I've Got a Crush on You)」は、既に何年もの間ロンシュタットのレパートリーとして取り上げられており、1980年に『マペット・ショー』に出演した際にも、この曲を披露していた。

## 評価
| 専門評論家によるレビュー   | 専門評論家によるレビュー |
| レビュー・スコア           | レビュー・スコア         |
| 出典                       | 評価                     |
| -------------------------- | ------------------------ |
| AllMusic                   | [ 6 ]                    |
| ロバート・クリストガウ     | C-                       |
| 『ローリング・ストーン』誌 | [ 8 ]                    |
| 『タイム』誌               | [ 9 ]                    |

『ホワッツ・ニュー』は、1983年9月にリリースされ、『ビルボード』誌のアルバム・チャートに81週間とどまった。本作のリリースは、『Music of Your Life』のような番組制作コンセプトから生まれ、ロック以前のポピュラー音楽や、いわゆるグレイト・アメリカン・ソングブックに含まれるような歌曲をアメリカ合衆国における放送に流そうとする、アダルト・スタンダードというラジオ・フォーマットが始まる時期に当たっていた。このアルバムは、マイケル・ジャクソンの『スリラー』とライオネル・リッチーの『オール・ナイト・ロング』がアルバム・チャートの1位と2位に居座る中で、アルバム・チャートの3位に5週間とどまった。また、ジャズ・アルバムのチャートでは2位まで上昇した。アメリカレコード協会 (RIAA) はアメリカ合衆国内における売り上げが300万枚を超えたとしてトリプル・プラチナを認定した。世界全体における売り上げは500万枚を超えた。このアルバムによってロンシュタットは、第26回グラミー賞においてグラミー賞最優秀女性ポップ・ヴォーカル賞にノミネートされ、同じくノミネートされたドナ・サマー、ボニー・タイラー、アイリーン・キャラ、シーナ・イーストンとともに1984年のグラミー賞授賞式のテレビ放送でパフォーマンスをおこなった。タイトル曲「ホワッツ・ニュー」と「クラッシュ・オン・ユー」の2曲はシングル化され、アダルト・コンテンポラリー系のラジオ局でヒットし、タイトル曲「ホワッツ・ニュー」は、Billboard Hot 100 でトップ50入りした。
1986年にアサイラム・レコードからリリースされた編集盤『'Round Midnight』には、このアルバムのすべてのトラックが収録された。
スティーヴン・ホールデンは、『ニューヨーク・タイムズ』紙で、このアルバムの大衆文化に対する重要性を指摘し、『ホワッツ・ニュー』は「ロック歌手がポップの黄金時代を敬意を表した最初のアルバムではないが、... ポップの理念を再生させようとする最も真剣な試みであり、それは1960年代半ばのビートルマニアやティーンエージャー向けのロックLPのマス・マーケティングがおこなわなかったことであった。ビートルマニア現象以前の十年間には、1940年代から1950年代にかけての偉大なバンドの歌手たちやクルーナーたちの多くが、20世紀前半のアメリカン・ポップ・スタンダードというまとめ方で、何十枚ものアルバムが制作されていたが、その多くは今では廃盤になっている。」と記した。

## トラックリスト
LP盤では、A面に5曲、B面に4曲が収録されている。
| #         | タイトル                                                                   | 作詞・作曲                                                                       | 時間  |
| --------- | -------------------------------------------------------------------------- | -------------------------------------------------------------------------------- | ----- |
| 1.        | 「ホワッツ・ニュー / What's New」                                          | ボブ・ハガート、ジョニー・バーク                                                 | 3:55  |
| 2.        | 「クラッシュ・オン・ユー / I've Got a Crush on You」                       | ジョージ・ガーシュウィン、アイラ・ガーシュウィン                                 | 3:28  |
| 3.        | 「ティアーズ・アウト・トゥ・ドライ / Guess I'll Hang My Tears Out to Dry」 | サミー・カーン、ジューリー・スタイン                                             | 4:13  |
| 4.        | 「クレイジー・ヒー・コールズ・ミー / Crazy He Calls Me」                   | カール・シグマン、シドニー・キース・ラッセル                                     | 3:33  |
| 5.        | 「やさしき伴侶を / Someone to Watch Over Me」                              | ジョージ・ガーシュウィン、アイラ・ガーシュウィン                                 | 4:09  |
| 6.        | 「ほのかな望みもなく / I Don't Stand a Ghost of a Chance with You」        | ビング・クロスビー、ネッド・ワシントン、ヴィクター・ヤング                       | 4:06  |
| 7.        | 「どうしたらいいの / What'll I Do」                                        | アーヴィング・バーリン                                                           | 4:06  |
| 8.        | 「ラヴァー・マン / Lover Man (Oh Where Can You Be)」                       | ジミー・デイヴィス (Jimmy Davis)、ジミー・シャーマン、ロジャー・"ラム"・ラミレス | 4:18  |
| 9.        | 「グッドバイ / Goodbye」                                                   | ゴードン・ジェンキンス                                                           | 4:47  |
| 合計時間: | 合計時間:                                                                  | 合計時間:                                                                        | 36:35 |

## パーソネル
- リンダ・ロンシュタット – ボーカル
- ドン・グロルニック – ピアノ
- トミー・テデスコ（英語版） – ギター (1-4, 6, 8, 9)
- デニス・バディミール（英語版） – ギター (5, 7)
- レイ・ブラウン – ベース (1-4, 6, 8, 9)
- ジム・ヒューハート（英語版） – ベース (5, 7)
- ジョン・ゲラン（英語版） – ドラムス
- プラス・ジョンソン（英語版） – テナー・サックス・ソロ (4)
- ボブ・クーパー (Bob Cooper) – テナー・サックス・ソロ (6, 7)
- チョーンシー・ウェルシュ (Chauncey Welsch) – トロンボーン・ソロ (8)
- トニー・テラン（英語版） – トランペット・ソロ (2)
- ネルソン・リドル – 編曲・指揮
- レナード・アトキンス (Leonard Atkins) – コンサートマスター
- ネイサン・ロス (Nathan Ross) – コンサートマスター

### 制作スタッフ
- ピーター・アッシャー – プロデューサー
- ジョージ・マッセンバーグ – エンジニア、ミキシング
- バーバラ・ルーニー (Barbara Rooney) – レコーディング・アシスタント、ミックス・アシスタント
- ロバート・スパノ (Robert Spano) – レコーディング・アシスタント、ミックス・アシスタント
- ダグ・サックス（英語版） – マスタリング  (The Mastering Lab (Hollywood, California))
- グロリア・ボイス (Gloria Boyce) – アルバム・コーディネーション
- ジョン・コッシュ（英語版） – アート・ディレクション、デザイン
- ロン・ラーソン（英語版） – アート・ディレクション、デザイン
- ブライアン・アリス（英語版） – 写真
- ジェニー・ショール (Genny Schorr) – 衣装スタイリスト